# Есиркенов, Рустам Русланович
Рустам Русланович Есиркенов (род. 28 июня 1980, Усть-Каменогорск) — казахстанский хоккеист.

## Карьера
Воспитанник усть-каменогорской школы хоккея.
В высшей лиге чемпионата России (второй по силе дивизион) провёл 248 игр, набрав 47+49 очков по системе «гол+пас». В первой лиге чемпионате России в 87 играх забил 40 шайб и сделал 30 результативных передач. В чемпионате Казахстана провёл 193 игры, набрав 67+60 очков.
Был постоянным игроком сборных. В 1997 и 1998 годах играл в юношеской сборной. В 1999 и 2000 годах играл в молодёжной сборной. Четыре чемпионата (2001, 2002, 2003, 2004) выступал за главную сборную.